# Gårda Bollklubb
Il Gårda Bollklubb, meglio noto come Gårda BK, è una società calcistica svedese con sede nella città di Göteborg.
Fondato il 1º novembre del 1919, ha vissuto importanti stagioni verso la fine degli anni trenta e gli inizi degli anni quaranta, quando ha raggiunto il quinto posto, miglior risultato di sempre, nella stagione 1937-1938 e nella stagione 1938-1939.
Il Överåsvallen ospita le partite interne.
Un calciatore di questa squadra fu Gunnar Gren, in cui esordì in prima squadra, nel 1937.
In questo club terminò la propria carriera, nel 2005, con ben 14 goal all'attivo in 18 gare, Kennet Andersson, famoso calciatore svedese medaglia di bronzo al campionato mondiale di USA 94, il quale calcò, tra i vari, i campi della Serie A italiana, vestendo, in ordine, le maglie di Bari, Bologna, Lazio ed infine di nuovo Bologna, club nel quale concluse la propria esperienza italiana, nonché dove ottenne i migliori propri risultati, con ben 33 goal totali all'attivo.